# Antonín Maděra
Antonín Tadeáš Maděra (22. října 1846 Veselá – 17. října 1918 Bubeneč) byl rakouský a český právník a politik, na počátku 20. století poslanec Českého zemského sněmu.

## Biografie
Studoval na gymnáziu v Mladé Boleslavi a v Litoměřicích, pak absolvoval práva na Karlo-Ferdinandově univerzitě v Praze. Nastoupil jako notářský koncipient v Pacově, později působil ve Vysokém Mýtě, Pelhřimově, Březnici a v Roudnici nad Labem.
Roku 1883 se přestěhoval do Lišova, kde si otevřel notářskou kancelář. V Lišově se postupně zapojil i do veřejného života jako člen obecního výboru, okresního zastupitelstva a místní školní rady. Stál u zrodu místní organizace Sokola a roku 1895 krátce působil jako její starosta. Roku 1899 byl zvolen starostou Lišova. V této době se uvádí jako zemský důvěrník mladočeské strany.
Počátkem 20. století se zapojil i do zemské politiky. Ve volbách v roce 1901 byl zvolen do Českého zemského sněmu v kurii městské (volební obvod Lišov, Třeboň a Týn nad Vltavou). Na sněmu prosadil zákon o právních a hmotných poměrech úředníků samosprávy.
Antonín Maděra se roku 1904 se přestěhoval do Jindřichova Hradce. Z tohoto důvodu rezignoval 22. října 1904 na funkci starosty Lišova. V dubnu 1911 se stal starostou okresního zastupitelstva v J. Hradci, v červenci byl zvolen také do městského zastupitelstva a městské rady. 
Zemřel 17. října 1918 v Bubenči na chřipku a bronchitidu. Dle jeho přání byl pohřben na hřbitově v Lišově.